# 金森政雄
金森 政雄（かなもり まさお、1911年（明治44年）12月18日 - 2001年（平成13年）8月15日）は、日本の技術者、実業家。三菱重工業取締役社長や、同社取締役会長、経団連副会長、日本プラントメンテナンス協会会長、日本造船工業会会長などを歴任した。勲一等瑞宝章受章。

## 人物・経歴
山口県山口市野田生まれ。1932年（昭和7年）旧制福岡高等学校を卒業。1935年（昭和10年）九州帝国大学工学部冶金学科卒業し、三菱重工業に入社。1971年（昭和46年）三菱重工業技術本部長。
1977年（昭和52年）三菱重工業取締役社長。1981年（昭和56年）三菱重工業取締役会長。
1986年（昭和61年）日本プラントメンテナンス協会会長。経団連副会長、日本造船工業会会長なども務めた。2001年肺炎のため横浜市の病院で死去。

## 栄典
- 1984年（昭和59年）勲一等瑞宝章受章[8]。

## 座右銘
- 「艱難汝を玉にす」[1]